# (8132) Vitginzburg
(8132) Vitginzburg ist ein Asteroid des mittleren Hauptgürtels, der am 28. Dezember 1976 von der sowjetischen Astronomin Ljudmila Iwanowna Tschernych am Krim-Observatorium in Nautschnyj, etwa 30 km von Simferopol entfernt (IAU-Code 095) in der Ukraine entdeckt wurde.
Der Asteroid wurde am 9. August 2006 nach dem russischen Physiker Witali Lasarewitsch Ginsburg (1916–2009) benannt, der 2003 den Nobelpreis für Physik zusammen mit Alexei Alexejewitsch Abrikossow und Anthony James Leggett für seine grundlegenden Arbeiten zur Supraleitung, der phänomenologischen Ginsburg-Landau-Theorie erhielt.
Der Himmelskörper gehört zur Eunomia-Familie, einer nach (15) Eunomia benannten Gruppe, zu der vermutlich fünf Prozent der Asteroiden des Hauptgürtels gehören.